# Ѯ
Ѯ (ksí, minuskule ѯ) je již běžně nepoužívané písmeno cyrilice. Písmeno zachycovalo spřežku ks. Bylo určeno pouze pro používání ve slovech převzatých z řečtiny pro přepis písmena Ξ (ξ).
V hlaholici odpovídající písmeno neexistuje.